# 泰谢尔斯多夫
泰谢尔斯多夫（德語：Techelsdorf）是德国石勒苏益格－荷尔斯泰因州的一个市镇。总面积4.35平方公里，总人口149人，其中男性78人，女性71人（2011年12月31日），人口密度34人/平方公里。